# Версилия
Версилия (итал. Versilia) — историко-географическая область в северо-западной части Тосканы.

## География
Территория Версилии в настоящее время административно разделена между провинциями Лукка и, в небольшой степени, Масса-Каррара. Название, происходящее от одноимённой реки (образовавшейся в результате слияния рек Серра и Вецца), в прошлом обозначало территорию капитанства Пьетрасанта, то есть прибрежную полосу между Чинкуале и Мотроне .
Версилия представляет собой обширную аллювиальную равнину, когда-то болотистую и нездоровую, между Марина-ди-Масса  и озером Массачукколи, пересекаемой реками Версилия и Мотроне и ограниченной вглубь страны Апуанскими Альпами.

## Экономика
Основой экономики Версилии является туризм, особенно приморский (известны курорты Форте-деи-Марми, Марина-ди-Пьетрасанта, Лидо-ди-Камайоре и Виареджо), сельском хозяйстве (фрукты и овощи, цветоводство), эксплуатации апуанских мраморных карьеров и рыболовстве.